# 六氟化镅
六氟化镅是一种金属镅和氟的无机化合物，化学式为AmF6。它是一种假想化合物。1990年曾尝试通过氟化四氟化镅来合成该化合物，但未成功。1986年的热色谱鉴定仍然没有结论。计算表明它可能呈扭曲八面体结构。

## 合成
有科学家提出AmF6可以通过KrF2与AmF3在无水HF中于313-333 K下反应以冷凝态和气态两种形式制备。
{\displaystyle {\ce {AmF3 + KF2 -> AmF6 + Kr}}}